# Robert Linn
Robert T. Linn (San Francisco, 11 augustus 1925 – Los Angeles, 28 oktober 1999) was een Amerikaans componist en muziekpedagoog.

## Levensloop
Linn studeerde aan het Mills College in Oakland en was daar van 1947 tot 1949 onder anderen een leerling van Darius Milhaud. Verder studeerde hij bij Roger Sessions aan de Princeton-universiteit in Princeton. Vervolgens studeerde hij aan de University of Southern California in Los Angeles bij Halsey Stevens en Ingolf Dahl en behaalde aldaar zowel zijn Bachelor of Music (1951) als zijn Master of Music (1952). 
Als docent was hij vanaf 1957 verbonden aan de Thornton School of Music van de University of Southern California in Los Angeles, waarvan hij rond 17 jaar hoofd van de compositieafdeling was. In 1990 ging hij met pensioen. Een van zijn bekende studenten was de componist Morten Lauridsen. 
Als componist schreef hij werken voor verschillende genres, voor orkest, harmonieorkest, muziektheater, vocale en kamermuziek. Zijn meer dan 80 werken werden onder anderen door bekende orkesten zoals het symfonieorkest van de University of Southern California, het Los Angeles Chamber Orchestra, het San Francisco Symphony Orchestra, het Boston Symphony Orchestra en het London Symphony Orchestra. 

## Composities

### Werken voor orkest
- 1952 Overture, voor orkest
- 1956-1961 Symfonie in een beweging
- 1958 Anthem of Wisdom, voor gemengd koor en orkest - gecomponeerd voor de inauguratie van de nieuwe president van de University of Southern California in Los Angeles Norman Topping
- 1963 Hexameron, voor orkest - naar het gelijknamige werk voor piano van Franz Liszt
- 1967-1972 Sinfonia, voor piano, harp en strijkorkest
- 1968 Pied Piper of Hamelin, voor spreker, tenor, gemengd koor en orkest
- 1972 Concert, voor hobo, hoorn, slagwerk en strijkorkest
- 1976 Fantasia, voor cello en strijkorkest
- 1982 Concert, voor blaaskwintet en strijkorkest
- 1990 Concert nr. 2, voor piano en orkest
- 1993 Concerto Grosso, voor hobo, klavecimbel en strijkorkest

### Werken voor harmonieorkest
- 1954 Four Pieces
- 1955 Blow the Man Down
- 1959 March of the Olympians
- 1961 Concerto grosso, voor trompet, hoorn, trombone en harmonieorkest
- 1964 Elevations
- 1970 Propagula
- 1980 Concert, voor dwarsfluit en harmonieorkest
- 1980 Partita
- 1985 Concert (nr. 1), voor piano en harmonieorkest
- 1992 Concert, voor sopraansaxofoon en harmonieorkest

### Vocale muziek

#### Cantates
- 1997 Cantata Jovialis - In Praise of Love and Music, in memoriam Robert Sangster voor solisten, gemengd koor, strijkkwartet en klavecimbel - tekst: William Shakespeare "Twelfth Night"

#### Werken voor koor
- 1951 Three Madrigals, voor gemengd koor - tekst: James Joyce
- 1976 John Burns of Gettysburg, ballade voor spreker, gemengd koor en piano
- 1976 Home From the Sea, vier koralen voor gemengd koor en piano
- 1982 Songs of William Blake, voor gemengd koor
- 1995 Love Song Cycle, voor gemengd koor, hobo, 2 hoorns, fagot, strijkers, piano, harp en slagwerk (of piano)

#### Liederen
- 1954 Five Children's songs, voor contra-alt en piano
- 1959 Three German Folk Songs, voor tenor, bas en piano

### Kamermuziek
- 1949 Sonate, voor klarinet en piano
- 1950 Five Pieces, voor dwarsfluit en klarinet
- 1951 Strijkkwartet
- 1953 Saxofoonkwartet
- 1957 Hoornkwartet
- 1960 Prelude and Dance, voor saxofoonkwartet
- 1962 Suite, voor viool en cello
- 1963 Koperkwintet
- 1964 Blaaskwintet
- 1965 Concertino, voor viool en blaasoctet (2 hobo's, 2 klarinetten, 2 hoorns, 2 fagotten)
- 1965 Dithyramb, voor acht celli
- 1974 Variations on a Familiar Tune, voor 2 fagotten
- 1976 Fanfares, voor 3 klarinetten
- 1976 Five pieces, voor dwarsfluit en klarinet
- 1977 Saxifrage Blue, voor baritonsaxofoon en piano
- 1977 Twelve, voor houtblaaskwartet, kopertrio, strijktrio, piano en slagwerk
- 1978 Trompe L'oeil, voor bastrombone en piano
- 1979 Diversions, voor 6 fagotten
- 1979 Trombosis, voor twaalf trombones
- 1986 Residuum, voor basklarinet en piano
- 1987 Duo, voor sopraansaxofoon en vibrafoon
- 1988 Variegations, voor klarinet en piano
- 1989 Folie à Deux, voor trompet en marimba
- 1991 Serenade, voor dwarsfluit, klarinet, cello en gitaar
- 1992 Fantasia, voor 2 altviolen
- 1992 Splay, voor dwarsfluit, altsaxofoon en gitaar
- 1996 Divertimento, voor hobo, 2 hoorns en strijkkwintet
- 1998 Epigrams, voor strijkkwartet

### Werken voor orgel
- 1973 Toccatina

### Werken voor piano
- 1955 Sonate nr. 1
- 1964 Sonate nr. 2
- 1973 Five Preludes
- 1974 Lude - naar Chopin Preludes
- 1997 Variations
- 1998 8tudes

### Werken voor gitaar
- 1987 Forward, Inward, Afterward, voor 2 gitaren

### Filmmuziek
- 1952 The Story Tellers of the Canterbury Tales